# Berkeley (Illinois)
Pour les articles homonymes, voir Berkeley.
Berkeley est un village américain situé dans le comté de Cook, en proche banlieue de Chicago, dans l'État de l'Illinois.